# Tommaso Mattei
Tommaso Mattei (Roma, 24 dicembre 1652 – Roma, 10 maggio 1726) è stato un architetto italiano.
Allievo di Carlo Fontana e di Carlo Rainaldi, fu attivo nel periodo dell'arte barocca a Roma e nei centri limitrofi, realizzando numerose opere sia per conto di famiglie nobili romane, sia per conto di ordini religiosi.

## Opere
- Campanile della Collegiata di Santa Maria Maggiore a Lanuvio (1680-1682)
- Cappella Montioni nella Basilica di Santa Maria in Montesanto a Roma (1687)
- Coro d'inverno nella Basilica di Santa Maria in Cosmedin a Roma (1687)
- Casino di Carlo Maratta a Genzano di Roma (1690 ca.)
- Cappella del Miracolo nei pressi della Basilica di Santa Cristina a Bolsena (1693-1699)
- Urbanizzazione della via Livia a Genzano di Roma per conto di Filippo Cesarini (1699-1704)
- Facciata della Chiesa di Santa Lucia della Tinta a Roma (1715)
- Scala santa nella Chiesa di San Giuseppe a Capo le Case a Roma (1717)